# Jan Boguski (zm. 1640)
Jan Boguski herbu Rawicz (zm. w 1640 roku) – kasztelan czechowski do 1640 roku, łowczy sanocki w latach 1628-1634.
Sędzia kapturowy ziemi przemyskiej w 1632 roku.